# Koordinátor podpory
Koordinátor podpory je pracovní pozicí zvažovanou (dosud neukotvenou zákonem) na úrovni obcí, za účelem zajištění péče a podpory pro osoby odkázané v důsledku postižení nebo dlouhodobého onemocnění na pomoc druhého člověka, a také podpory pro jejich pečující rodiny. Úkolem koordinátora podpory je provádění depistáže, tedy mapování potřebných jedinců v komunitě, hodnocení jejich potřeb, poskytování informací, poradenství a pomoc s vyhledáním a nastavením zdravotních, sociálních a dalších podpůrných služeb tak, aby dotyčný člověk mohl zůstat co nejdéle v jeho přirozeném sociálním prostředí a aby pečující osoby mohly péči zvládat bezpečně a mohla být zachována důstojnost a kvalita života všech zúčastněných (Kalvach, Wija 2015).
Rozlišují se:
- koordinátor podpory klientů
- koordinátor podpory pečujících osob (podpora neformální péče).

## Koordinátor podpory klientů
Koordinátor podpory klientů uživatelů sociálních služeb (těmi mohou být jednotlivci nebo skupiny), je kontaktní osobou pro jednotlivce nebo skupinu (například rodinu), kteří potřebují určitou formu pomoci. Koordinuje služby sociální a zdravotní péče nebo další potřebnou pomoc ve spolupráci s odborníky a institucemi (například vzdělávacími, právními, náboženskými, společenskými, servisními nestátními neziskovými organizacemi), za účelem efektivní pomoci osobám, které podpůrné služby potřebují vzhledem ke svému zdravotnímu stavu a životní situaci.

## Koordinátor podpory pečujících osob
Koordinátor podpory pečujících osob mimo jiné:
- poskytuje sociální poradenství pečujícím osobám,
- je nápomocen při získávání a vyplňování potřebných formulářů,
- zprostředkovává spolupráci s dalšími službami nebo odborníky,
- navštěvuje osoby pečující, vytváří pro ně plány podpory a získává informace o jejich potřebách,
- podporuje spolupráci v komunitě a neformální kontakty pečujících, například spravováním webových stránek,
- organizuje workshopy pro pečující osoby, jejich svépomocná a informační setkání,
- zprostředkovává školení

O významu koordinátora podpory v oblasti sociálních služeb pojednávají např. odborné studie. Sociální pracovník zaujímá roli koordinátora při řešení každého jednotlivého případu v rámci sestavování pracovního týmu. Jako vedoucí koordinuje jednotlivé aktivity všech jeho členů.